# سیارک ۲۰۸۹۷
سیارک ۲۰۸۹۷ (به انگلیسی: 20897 Deborahdomingue، نامگذاری:2000WR142) بیست هزار و هشتصد و نود و هفتمین سیارک کشف شده‌است که در ۲۰ نوامبر ۲۰۰۰ کشف شد.
قدر مطلق سیارک برابر ۱۷.۰ است.